# Sant Genís de Palafolls
Sant Genís de Palafolls – miejscowość w Hiszpanii, w Katalonii, w prowincji Barcelona, w comarce Maresme, w gminie Palafolls.
Według danych INE z 2004 roku miejscowość zamieszkiwało 205 osób.